# Het spook van de opera (roman)
Het spook van de opera (Frans: Le Fantôme de l'Opéra) is een Franse roman door Gaston Leroux. Het verhaal werd aanvankelijk als feuilleton gepubliceerd in Le Gaulois van 23 september 1909 tot 8 januari 1910, en nadien uitgegeven in boekvorm. Het is waarschijnlijk geïnspireerd op George du Mauriers Trilby. Het spook van de opera is een gothic novel die romantiek, horror, mysterie en tragedie combineert.
Aanvankelijk had de roman niet veel succes, maar nu wordt het boek als een klassieker in de Franse literatuur beschouwd, alhoewel het overschaduwd is door zijn vele film- en toneelbewerkingen, onder andere een film in 1925 met Lon Chaney in de hoofdrol en een musical van Andrew Lloyd Webber in 1986.

## Het verhaal
Het verhaal speelt zich af in het Parijs van de 19e eeuw, in de Opéra Garnier, een luxueus en monumentaal operagebouw opgetrokken in opdracht van Napoleon III. De medewerkers van het operagebouw beweren dat er een mysterieus spook door de gangen waart en dat dit spook verschillende 'ongelukken' veroorzaakt. Dit "spook van de opera" is eigenlijk een man genaamd Erik, een fysiek misvormd genie. Hij woont in een ondergronds meer onder het operahuis en chanteert de twee managers van de opera; zij moeten hem maandelijks een bedrag van 20.000 franc doen toekomen en voor hem een privé-balkon reserveren. De Opéra Garnier wordt echter overgenomen door nieuwe managers, Armand Moncharmin en Firmin Richard, die niet veel geloof hechten aan de geruchten rond het spook en weigeren te betalen.
Ondertussen geeft Erik zanglessen aan een jonge wees, Christine Daaé. Hij maakt haar wijs dat hij de Engel der Muziek is, gestuurd door haar vader vanuit de hemel. Christine maakt een snelle vooruitgang en bereikt een groot succes op het podium wanneer ze de huidige prima donna Carlotta vervangt. Ze wint de harten van het publiek, waaronder die van haar jeugdliefde Raoul, Burggraaf van Chagny.
Erik wordt jaloers op Raoul vanwege zijn relatie met Christine en vertoont zich aan haar, maar draagt een masker om zijn gezicht te verhullen. Hij neemt haar mee naar zijn woonplaats onder het operahuis, waar Christine al snel ontdekt dat Erik geen engel is. Ze is woedend en eist vrijgelaten te worden, waarop Erik haar belooft haar na vijf dagen te laten gaan. Tijdens haar verblijf rukt ze echter uit nieuwsgierigheid zijn masker af en schrikt als ze zijn ware gezicht te zien krijgt. Erik wil haar eerst voor altijd gevangen houden, maar laat haar uiteindelijk vrij als ze belooft uit vrije wil naar hem terug te zullen keren en zich aan niemand anders te binden.
Christine staat tussen twee vuren: enerzijds haar liefde voor de jonge knappe Raoul, en anderzijds haar fascinatie met de duistere, aangrijpende muziek van Erik. Wanneer ze beseft dat haar muzikale engel dezelfde is als het spook van de opera, en verantwoordelijk is voor de ongelukken en moorden die hebben plaatsgevonden, besluiten zij en Raoul in het geheim te trouwen en ver weg te gaan van Parijs.
Erik ontdekt hun plan en ontvoert Christine van het podium tijdens haar opvoering van Marguerita in Faust (de versie van Gounod). Raoul spoort hen op met behulp van een man die bekendstaat als 'de Pers' en Erik heeft leren kennen in Perzië. Raoul en de Pers komen echter terecht in een folterkamer en moeten machteloos horen hoe Erik verwijten naar Christine slingert. Uiteindelijk stelt hij haar een ultimatum voor: tenzij ze met hem trouwt, zal hij het hele operahuis opblazen. In wanhoop aanvaardt Christine zijn voorstel.
Toch toont ze hem oprechte sympathie door samen met hem te wenen en niet weg te lopen wanneer ze zijn gezicht ziet. Ze geeft hem zelfs een kus op zijn voorhoofd. Dit is voor Erik het grootste geluk van zijn leven en overspoeld door emoties laat hij Christine en Raoul gaan. Het enige wat hij vraagt is dat Christine terugkeert na zijn dood en hem begraaft met een ring die hij haar had gegeven. Drie weken later sterft hij 'uit liefde'.

## Over het spook
Het spook werd geboren in een klein dorpje in de buurt van Rouen. Zijn ouders noemden hem Erik. Op vroege leeftijd liep hij weg van huis, waar zijn lelijkheid zijn ouders enorm veel pijn en verdriet had gedaan. Een tijdje bezocht hij markten, waar hij werd ingehuurd als "levend lijk" bij een freakshow. Uiteindelijk kwam hij in dienst van de sjah van Perzië, die hem inhuurde als hofbeul. Voor de sjah bouwde Erik geavanceerde vallen en martelwerktuigen. Na een tijdje vreesde de sjah dat Erik te veel kennis had vergaard en besloot hij om zich van hem te ontdoen. Het lukte Erik echter te ontsnappen en hij keerde uiteindelijk terug naar Frankrijk.
Aangekomen in Parijs wendde Erik zijn geniale architectonische vaardigheden aan en kreeg daarmee een contract als een van de architecten van de Opéra Garnier. Onder dat operagebouw ondervond men problemen met het grondwaterniveau dat steeds bleef stijgen, waardoor men genoodzaakt was een ondergronds meer aan te leggen met de hulp van acht pompen. Zonder dat iemand er erg in had bouwde Erik achter het meer een schuilplaats voor zichzelf waar hij ver weg van het publiek kon leven.
Behalve een briljante uitvinder en ingenieur was Erik ook een geniale muzikant, en hij begon het operagebouw te bezoeken zodat hij naar de opera's kon luisteren en zich kon bemoeien met de slechte smaak van de manager. Omdat hij zijn gezicht niet in het openbaar kon laten zien gedroeg hij zich als geest. Hij schroomde niet om geweld te gebruiken om zijn wil aan de managers op te leggen. Hij maakte gebruik van zijn kennis van de geheime gangen en het bijgeloof van de medewerkers om ongezien overal in het gebouw te kunnen komen. Hij terroriseerde iedereen die zijn eisen weigerde of negeerde en vermoordde zelfs mensen als waarschuwing. Mensen die hem trouw waren en zijn bevelen opvolgden, zoals Mevrouw Giry, een logehoudster, behandelde hij wel netjes.
Het verhaal van de roman begint wanneer een jong koormeisje, Christine Daaé, bij het koor van de Opéra Garnier komt en Erik verliefd op haar wordt.

## Bewerkingen

### Theater
- The Phantom of the Opera (1976): musical van Ken Hill, met tekst naar muziek van Gounod, Offenbach, Verdi e.a.
- The Phantom of the Opera (1986): musical van Andrew Lloyd Webber met in de hoofdrollen Sarah Brightman en Michael Crawford
- The Phantom of the Opera: musical van Helen Grigal (boek en teksten) en Eugene Anderson (muziek). Geproduceerd door het Oregon Ridge Dinner Theater in samenwerking met het Baltimore Actor's Theater. Regie/Choreografie: Helen Grigal.
- Phantom (1991): musical van Maury Yeston (muziek en tekst) en Arthur Kopit (tekst)
- The Phantom of the Opera (1993-1996) (Nederland): musical van Andrew Lloyd Webber, door Joop van den Ende Theaterproducties met in de hoofdrollen Joke de Kruijf (Christine) en Henk Poort (the Phantom)

### Film
- The Phantom of the Opera (1925): met Lon Chaney sr.
- Phantom of the Opera (1943): met Claude Rains
- Phantom of the Horse Opera (1961): een Woody Woodpecker-tekenfilm
- The Phantom of the Opera (1962): horrorversie met Herbert Lom
- The Phantom of the Paradise (1974): ook bekend als The Phantom of the Fillmore: een rockmusical geregisseerd door Brian De Palma
- The Phantom of the Opera (1983): met Maximilian Schell en Jane Seymour
- The Phantom of the Opera (1989): geregisseerd door Dwight H. Little, met Robert Englund
- Il Fantasma dell'Opera (1998): geregisseerd door Dario Argento, met Julian Sands
- The Phantom of the Opera (2004): bioscoopversie van de musical van Andrew Lloyd Webber, met Gerard Butler en Emmy Rossum. Geregisseerd door Joel Schumacher.
- The Phantom of the Opera at the Royal Albert Hall (2011): in de Royal Albert Hall in Londen opgenomen concertfilm ter gelegenheid van het 25-jarig jubileum van de musical, met Ramin Karimloo, Sierra Boggess en Hadley Fraser

### Televisie
- The Phantom of the Opera (1990): miniserie van NBC, geregisseerd door Tony Richardson, met Burt Lancaster, Teri Polo en Charles Dance.

### Boeken
- Phantom door Susan Kay, een hervertelling van het leven van het Spook.
- The Phantom of Manhattan door Frederick Forsyth, een vervolg (op de musical van Andrew Lloyd Webber, niet zozeer op het originele boek)
- Angel of Music door D.M. Bernadette, een vervolg op "alle bewerkingen"
- Journey of the Mask door Nancy Hill Pettengill, een vervolg op de roman van Leroux
- Progeny door Becky L. Meadows, een ander vervolg waarin Erik en Christine een zoon krijgen
- The Canary Trainer door Nicholas Meyer, een Sherlock Holmes-roman die het verhaal van Leroux opnieuw interpreteert
- Maskerade door Terry Pratchett, een Discworld-roman die het verhaal parodieert
- Letters to Erik door An Wallace, een vervolg op de roman van Leroux, waarin Christine brieven schrijft aan Erik voordat hij dood gaat.

### Muziek
- Een heavymetalnummer van de band Iron Maiden, "Phantom of the Opera", over het boek, werd opgenomen op het album Iron Maiden (1980).
- Coverband Me First and the Gimme Gimmes namen een punkrockversie op van het hoofdthema van de musical van Andrew Lloyd Webber voor hun album Are a Drag (1999).
- band Iced Earth schreef het nummer "The Phantom Opera Ghost", uitgebracht op het album Horror Show in 2001.
- Symphonicmetalband Nightwish nam een cover, "Phantom of the Opera", op van het hoofdthema van de musical van Lloyd Webber voor hun album Century Child.
- Metalband Dreams of Sanity nam eveneens een cover op van het hoofdthema van de musical van Lloyd Webber voor hun album Masquerade, uitgebracht in 2000.

### Astronomie
- Sharpless 2-173 (Sh2-173), een gasnevel in het sterrenbeeld Cassiopeia, kreeg de bijnaam Phantom of the opera (Spook van de opera) omdat het masker er als pareidolie gemakkelijk in te herkennen is.